# يانوس كوروين-ميكي
يانوس كوروين-ميكي (بالإنجليزية: Janusz Korwin-Mikke) (من مواليد 27 أكتوبر عام 1942)، سياسي يميني متطرف تابع لحركة التحررية الأصلية وكاتب. وهو عضو في البرلمان الأوروبي من عام 2014 حتى عام 2018. وزعيم كونغرس اليمين الجديد (كيه إن بي) الذي تشكل عام 2011 من حزب الحرية والشرعية، والذي تزعمه منذ تشكيله عام 2009، إلى جانب زعامة اتحاد السياسة الحقيقي (يونيا بوليتيكي رينيج)، من عام 1990 حتى عام 1997 ثم من عام 1999 حتى عام 2003. وهو حاليًا رئيس حزب الحرية، الذي غير اسمه ليصبح كوروين، منذ عام 2019، هو عضو في البرلمان البولندي (سيم)، انُتخب من القائمة الانتخابية للحرية والاستقلال الكونفدرالية.

## الخلافات
في الجلسة العامة للبرلمان الأوروبي الذي عُقد بعد الهجوم على صحيفة شارلي إبدو، أعرب كوروين-ميكي عن عدم رضاه عن رد فعل الجمهور على تلك الأحداث بكتابة: «أنا لست شارلي. أنا مع عقوبة الإعدام وتقديمها للجمهور بدلًا من رفع لافتة «أنا شارلي» التي رفعها رؤساء المجالس الأخرى».

### التمييز على أساس الجنس
في عام 1991 نشر دليله للرجال، «فاذر فاديميكوم»، الذي كتب فيه العديد من النصائح التي تم الاعتراف بها على أنها مثيرة للجدل للغاية ومتحيزة جنسيُا، مثل «في حال لم تستطع حلّ الصراع مع زوجتك بأي شكل من الأشكال، في حال لم تستطع إقناعها، فإنك لابدّ، مع الأسف، أن تلجأ لاستخدام القوة البدنية».
يعتقد كوروين أن النساء، في الحالة الطبيعية، أقل ذكاء من الرجال، مستشهدًا بنتائج الشطرنج لدعم ادعاءاته. ويوصف أيضًا مارغريت ثاتشر بأنها نموذج سياسي له. ويقول أن الفرق بين الاغتصاب والجنس بالتراضي هو فرق دقيق للغاية، حتى أنه قال: «لو كنت تفهم طبيعة المرأة يا سيدي، لكنت تعلم أن هناك عنصر للاغتصاب في كل اتصال جنسي». ثم ادّعى أن: «ثمة فرضية مفادها أن سلوك الرجال ينتقل إلى النساء اللاتي يضاجعهن».
في 1 مارس من عام 2017، أثار كوروين-ميكي جدلًا بقوله أن أجور النساء أقل من أجور نظرائهن الذكور في المتوسط نظرًا لكونهن «أصغر حجمًا وأضعف جسديًا وأقل ذكاء»، خلال نقاش في البرلمان الأوروبي بشأن فجوة الأجور بين الجنسين. بعد ذلك بيومين، أدلى كوروين-ميكي بتعليقات أخرى يذكر فيها وجود قوالب نمطية مفادها أن «المرأة تتمتع بنفس الإمكانيات الفكرية التي يتمتع بها الرجل» وأنه «يجب تدمير تلك النظرية لأنها غير صحيحة». في مايو عام 2018، ألغت المحكمة العامة الأوروبية جميع العقوبات وأمرت البرلمان الأوروبي بإعادة أمواله بالكامل.

### العنصرية
في عام 2014، غُرّم كوروين-ميكي من قِبل رئيس البرلمان الأوروبي مارتن شولتز بسبب «التعبير عن نفسه بطريقة عنصرية». اتخذ هذا القرار بعد خطاب كوروين-ميكي عن سياسة العمالة في الاتحاد الأوروبي في الجلسة العامة التي عُقدت في 16 يوليو، والتي قال خلالها: «لدينا الآن 20 مليون شخص أوروبي ممن يعدون من زنوج أوروبا». بحسب توضيحاته، فإنه لم يستخدم كلمة «زنجي» كإهانة، بل للإشارة إلى أغنية جون لينون ويوكو أونو «وومان إذ ذا نيجر أوف ذا وورلد».